# Каховська зрошувальна система
46°48′55″ пн. ш. 33°36′51″ сх. д. / 46.815277777778° пн. ш. 33.614166666667° сх. д.
Каховська зрошувальна система — меліоративна система в Херсонській та Запорізькій областях. Джерело її живлення — Каховське водосховище, з якого вода надходить у Каховський магістральний канал.
У 1951 році в степах півдня України, де посуха здавна переслідувала людину, знищувала його працю, почалася гігантська на ті часи будова. Народилося чудо: Гребля з рукотворним Каховським морем. Розглядалося 6 варіантів розміщення ГЕС: Інгулецький, Дніпрянський, Ніжньокаховський, Верхньокаховський, Любимівський та Горностаївський. Було обрано Ніжньокаховський, так як лівий берег нижче, що давало змогу давати воду до Криму.
Будівництво ГЕС проводило управління «Дніпробуд» на чолі з С. Н. Андріановим. Воно почалося в квітні 1951 року. В першу чергу були вирішенні організаційні питання. Через 12 місяців почались земляні роботи на основних об'єктах, а навесні 1953 році завершився підготовчий період. З квітня 1951 року знадобилося 27 місяців для початку бетонних робіт. 30 червня пройшло перше шлюзування. Флагманський теплохід «Йосип Сталін» пройшов через шлюз. В липні 1955 року Дніпро було перекрито, а 30 вересня 1955 року запрацювала турбіна першого гідроагрегата. Через рік, у 1956 році запущений останній, шостий агрегат. Будівництво коштувало державі 102 млн радянських карбованців та окупилося до 1969 року. У склад гідровузла увійшли: водозливна гребля, споруда ГЕС, шлюз, земляна дамба, Північно — Кримський канал. Довжина греблі із ГЕС — 3,8 км, сама гідроспоруда — 8 метрів, висота водного стовпа — 16 метрів (мінімум для роботи ГЕС — 12,7 метрів). Сьогодні потужність станції складає 170 млрд.кВт.ч.
Каховське  водосховище розташоване у ніжній течії р.Дніпро. Воно утворилося греблею ГЕС. Воно заповнено у 1955 — 58 роки. Площа — 2155 км². Обсяг — 18,2 км³. Довжина — 230 км. Найбільша ширина — 25 км. Судноплавне. Використовується для зрошення та водопостачання.
З водосховища починається Північно-Кримський канал. Його довжина від Нової Каховки до Керчі складає більше 400 км. Від нього живиться Краснознам'янська зрошувальна система. Площа її зрошення — 97 тис. гектарів. Будівництво каналу проводилося з 1956 року, але в архівах АР Крим збереглися документи про те, що ще у 20-ті роки був розроблений проект про будівництво каналу від Каховки до Перекопу. Припускалося викочувати солону воду Сівашу та зробити його резервуаром прісної води з Каховського каналу. Звісно, що той проект був нереальний. І ось з того часу реальністю став новий проект, по якому живоносну дніпровську вологу одержав один із самих посушливих районів — степовий Крим. Північно — Кримський канал мав позитивне значення: він якби відкреслив та відокремив значну пустельну територію — Олешківські піски, тим самим не дозволяючи їй поширюватися на окраїни та локалізуючи посушливі райони. Не обійшлося і без негативних наслідків. Будівництво проводилося поквапливо, без урахування правил гігроскопічності. Спочатку русло каналу залишили земляним, і левова частка води почала просмоктуватися у ґрунт. Потім ця вода піднялася на поверхню в різних місцях, тим самим підтоплюючи багато населених пунктів. Сильніше почали проступати солонці, від яких згублі дерева та інші місцеві рослини. Головний каховський магістральний канал завдовжки 140 км — це велетенський комплекс гідротехнічних споруд, які дозволяють зрошувати 320 тис.гектарів посушливих земель Херсонської та Запорізької областей і Криму, це велетенська споруда обслуговує Сірогозький магістральний канал, дев'ять розподільчих міжгосподарських каналів довжиною 70 км, 11 насосних станцій першого та другого підйомів, 18 мостів. А чого варта одна лише Головна насосна станція УДКМК — потужне та надійне серце всієї Каховської зрошувальної системи. ЇЇ проектна потужність розрахована на подачу 530 кубометрів за секунду (саме такий обсяг води несе течія ніжнього Дніпра) і працює вже без зупинки з 1973 року.
Працівники каналу використовують 3 спосіба очищування води: механічний, хімічний, біологічний. Здійснюється боротьба з водоростями, систематичне зарибнення з метою збереження у каналі біологічної рівноваги, розробка і впровадження водозахисних програм.
Параметри споруди ГНС вражають навіть досвідчених фахівців: довжина по фронту — 146 м, ширина — 30 м, висота — 42 м, з яких 18 м. — підводна частина. Лише одна споруда в Європі подібна на Каховський магістральний канал по технічній версії — це французький канал «Ргаупаз». Таким чином Каховський магістральний канал, голуба траса родючості чорноземної Таврії творіння людини і могутнього Борисфену — найвизначніша і потужна ірігаціона споруда, яка не має аналогів в Україні й Європі.